# Brumby
Brumby je australský zdivočelý kůň. Vznikl mísením koní, kteří utekli lidem (osadníkům) a přežili v drsných australských podmínkách. Žijí na mnoha místech po celé krajině, nejznámější jsou však koně žijící v oblasti Australských Alp v jihovýchodní Austrálii. Nejvíc jich žije v Severním teritoriu a druhá nejpočetnější populace se nachází v Queenslandu. Jsou velmi inteligentní, přizpůsobiví a obratní. Využívají tyto vlastnosti k úniku před člověkem. Mají výborný orientační smysl. Na jedné straně jsou jako invazní nepůvodní druh, který poškozuje životní prostředí, člověkem pronásledováni a hubeni, na druhé straně jsou vnímáni jako součást kulturní historie a tyto praktiky jsou odmítány. Brumby lze ochočit a využít je jako jezdecké a pracovní koně.